# Hanneke de Vries
Hanneke de Vries (20 januari 1960) is een Nederlands voormalig langebaan- en marathonschaatsster.
De Vries werd in 1997 Nederlands kampioen op de 3000 en de 5000 meter. In 1989 en 1991 won ze een bronzen medaille op de 3000 meter. In 1991 won ze een zilveren medaille op de 5000 meter en op die zelfde afstand won ze in 1987, 1989 een bronzen medaille. Haar beste klassering bij een Nederlands kampioenschap allround was een derde plaats in 1988 en 1989. De Vries nam deel aan het WK allround 1990 (12e), het WK allround 1992 en het EK allround 1990 (10e). Ze won in het wereldbeker seizoen 1989/90 de 3000 meter op de wedstrijd in Lake Placid.
Haar persoonlijk record op de 10 kilometer in Deventer is tevens het baanrecord van De Scheg.

## Persoonlijke records[1]
| Afstand      | Tijd     | Datum            | Baan       |
| ------------ | -------- | ---------------- | ---------- |
| 500 meter    | 43,46    | 17 januari 1990  | Heerenveen |
| 1000 meter   | 1.27,97  | 6 januari 1989   | Heerenveen |
| 1500 meter   | 2.09,41  | 17 januari 1990  | Heerenveen |
| 3000 meter   | 4.26,07  | 10 februari 1990 | Calgary    |
| 5000 meter   | 7.32,53  | 11 februari 1990 | Calgary    |
| 10.000 meter | 16.34,16 | 14 maart 1995    | Deventer   |